# Tolkmicko
Tolkmicko (Tolkemit fino al 1945) è un comune urbano-rurale polacco del distretto di Elbląg, nel voivodato della Varmia-Masuria.
Ricopre una superficie di 225,3 km² e nel 2004 contava 6 631 abitanti.
Comunità urbane e rurali:
| Nome polacco       | Nome tedesco (fino al 1945) | Nome polacco | Nome tedesco (fino al 1945) | Nome polacco  | Nome tedesco (fino al 1945) |
| ------------------ | --------------------------- | ------------ | --------------------------- | ------------- | --------------------------- |
| Biała Leśniczówka  |                             | Łęcze        | Lenzen                      | Przylesie     | Louisenthal                 |
| Bogdaniec          |                             | Nadbrzeże    | Reimannsfelde               | Rangóry       |                             |
| Brzezina           | Birkau                      | Nowinka      | Neuendorf                   | Suchacz       | Succase                     |
| Chojnowo           | Konradswalde                | Ostrogóra    | Scharffenberg               | Święty Kamień | Wiek                        |
| Janówek            | Hansdorf                    | Pagórki      | Rehberg                     | Tolkmicko     | Tolkemit                    |
| Kadyny             | Kadinen                     | Pęklewo      | Panklau                     | Wodynia       | Klakendorf                  |
| Kamienica Elbląska |                             | Pogrodzie    | Neukirchhöhe                | Wysoki Bór    | Hohenwalde                  |
| Kamionek Wielki    | Groß Steinort               | Połoniny     |                             |               |                             |
| Kikoty             | Kickelhof                   | Przybyłowo   | Dünhöfen                    |               |                             |